# Gueorgui Gardev
Gueorgui Gardev –en búlgaro, Георги Гардев– (25 de agosto de 1976) es un deportista búlgaro que compitió en halterofilia. Ganó una medalla de plata en el Campeonato Mundial de Halterofilia de 1997 y tres medallas de plata en el Campeonato Europeo de Halterofilia entre los años 1999 y 2001.

## Palmarés internacional
| Campeonato Mundial | Campeonato Mundial     | Campeonato Mundial | Campeonato Mundial |
| Año                | Lugar                  | Medalla            | Categoría          |
| ------------------ | ---------------------- | ------------------ | ------------------ |
| 1997               | Chiang Mai (Tailandia) | Medalla de plata   | 76 kg              |
| Campeonato Europeo |                        |                    |                    |
| Año                | Lugar                  | Medalla            | Categoría          |
| 1999               | La Coruña (España)     | Medalla de plata   | 85 kg              |
| 2000               | Sofía (Bulgaria)       | Medalla de plata   | 85 kg              |
| 2001               | Trenčín (Eslovaquia)   | Medalla de plata   | 85 kg              |